# Stanisław Krzemiński

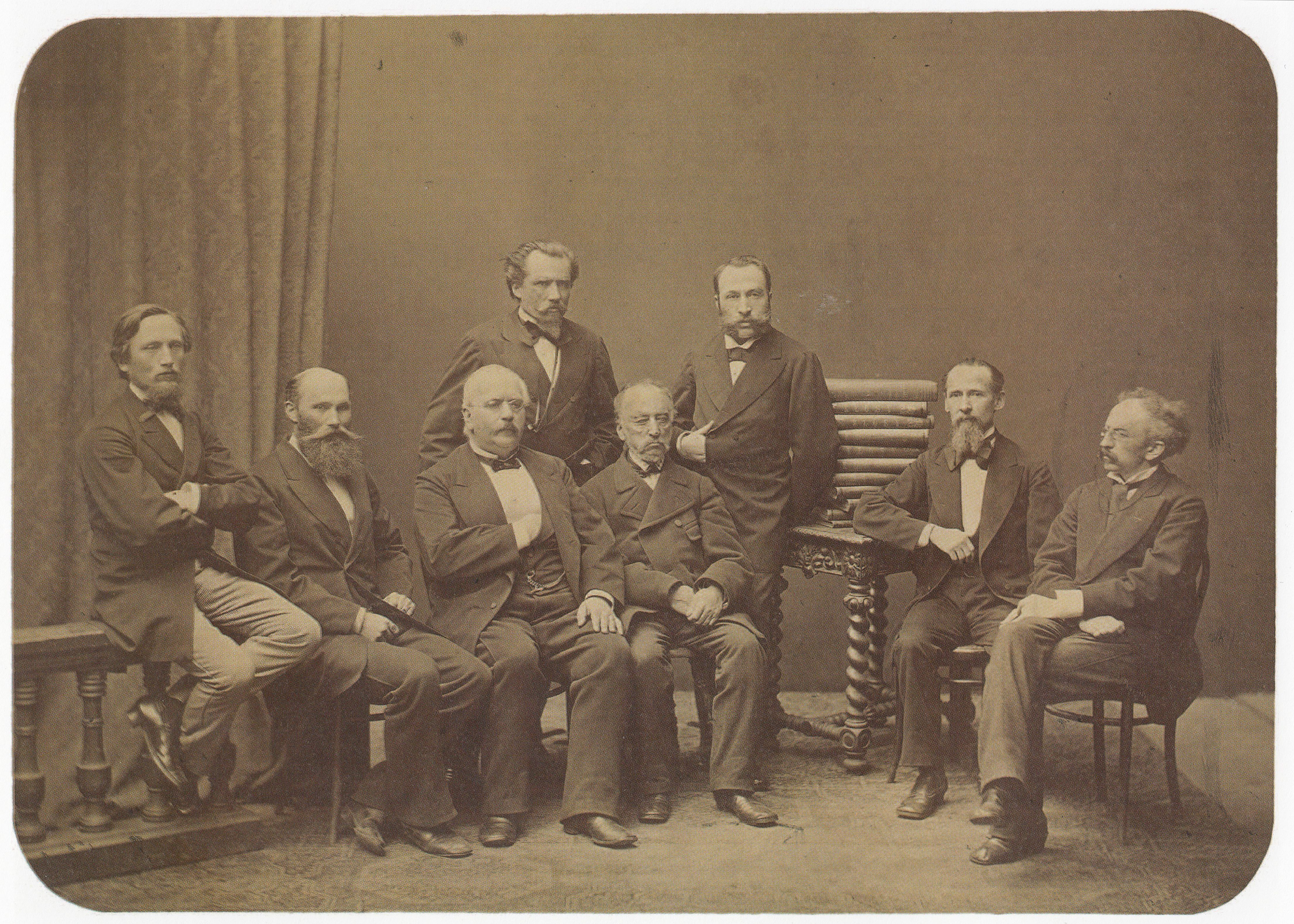
Stanisław Krzemiński (pierwszy z lewej) z redaktorami tygodnika Kłosy (1876)

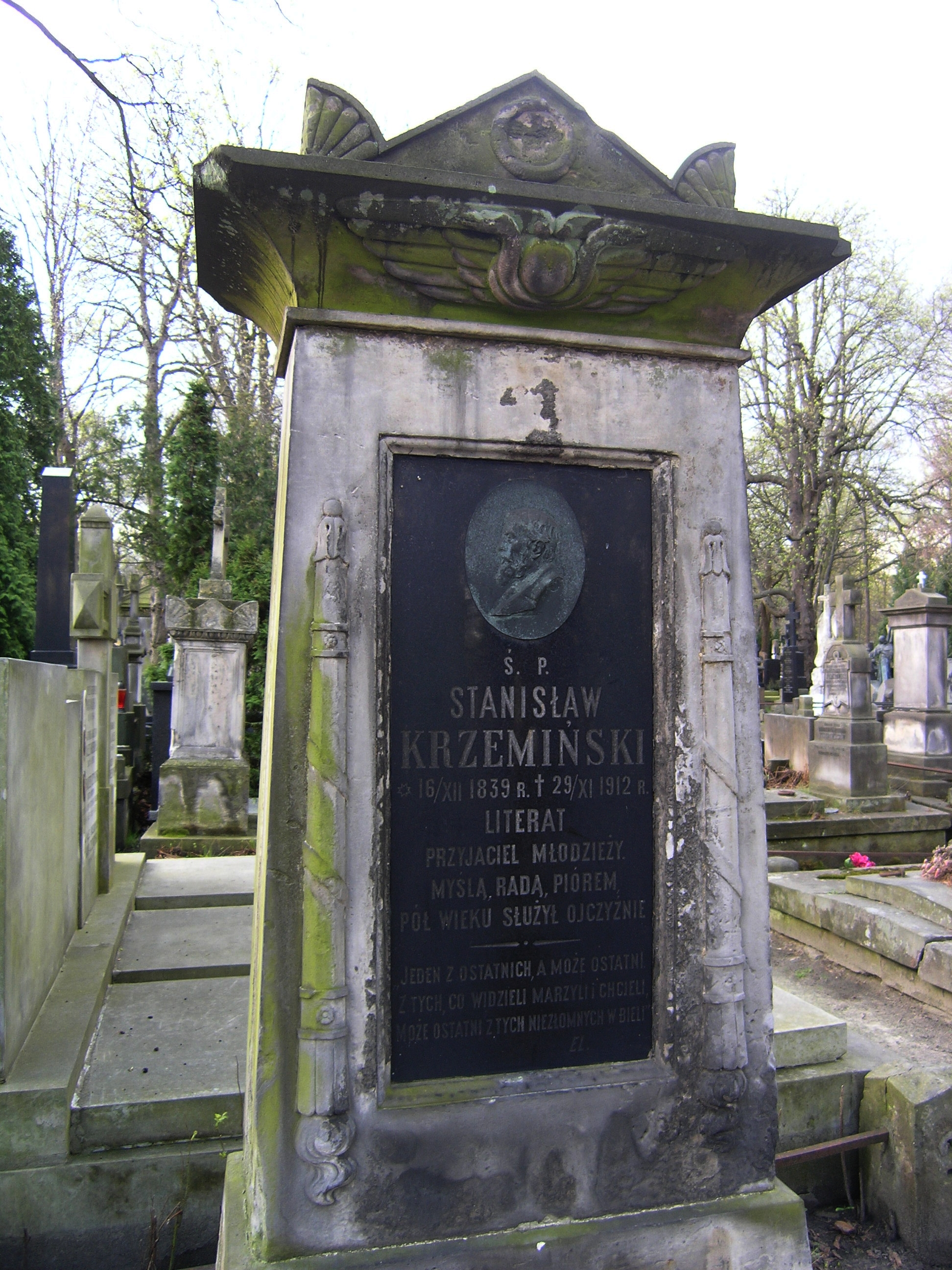
Grób Stanisława Krzemińskiego na Starych Powązkach w Warszawie

Stanisław Krzemiński (ur. 16 grudnia 1839 w Warszawie, zm. 29 listopada 1912 w Warszawie) – członek Rządu Narodowego w powstaniu styczniowym, historyk, krytyk literacki, publicysta, wolnomularz.

## Życiorys
Był synem Mateusza Krzemińskiego (z zawodu budowniczego, a w powstaniu listopadowym oficera 1 pułku) i Marii z Czyżewskich. Wykształcenie zdobywał w czteroklasowej szkole zwanej pensją Leszczyńskiego a następnie w Warszawskiej Szkole Realnej. Do gimnazjum filologicznego pomimo dobrych ocen nie został przyjęty, ponieważ nie był szlachcicem. Po ukończeniu szkół, w latach 1858-1859 pracował w Komisji Rządowej Przychodu i Skarbu. Przystąpił do tajnej organizacji akademickiej w Akademii Medyko-Chirurgicznej. Tam zaprzyjaźnił się z Adamem Asnykiem i Janem Kurzyną. Zagrożony aresztowaniem wyjechał do Paryża, gdzie przez kilka miesięcy uczęszczał na Sorbonę i Collège de France. Tam znalazł się w kręgu stronników gen. Ludwika Mierosławskiego. W połowie 1860 przeniósł się na uniwersytet w Heidelbergu, gdzie studiował prawo i filozofię oraz werbował stronników Ludwika Mierosławskiego i zbierał składki na szkołę wojskową w Paryżu.
Po wybuchu powstania styczniowego znalazł się w delegacji powstańczej wysłanej do Paryża do Mierosławskiego z misją ofiarowania mu dyktatury. Jako delegat Tymczasowego Rządu Narodowego wszedł w skład Komisji Wykonawczej Rządu Narodowego. W początku kwietnia 1863 aresztowany na 3 tygodnie, został wypuszczony z braku dowodów. W połowie czerwca wszedł do Rządu Narodowego Karola Majewskiego, gdzie objął nadzór nad wydawaniem prasy. Opracował niektóre manifesty i enuncjacje rządowe. 7 września wycofał się z prac rządu. We wrześniowym Rządzie Narodowym był dyrektorem Wydziału Prasy. To samo stanowisko objął w Rządzie narodowym Romualda Traugutta (do 8 grudnia 1863).
W 1866 aresztowany pod zarzutem udziału w rządach powstańczych, został ponownie wypuszczony w wyniku braku dowodów. 
W 1868 rozpoczął pracę w dziennikarstwie. Wszedł w skład redakcji Kuriera Warszawskiego. Od 1869 pracował w Bluszczu, a od 1872 w Kłosach. W latach 1871–1874 wydawał Muzeum sztuki europejskiej. 
Był przeciwnikiem pozytywizmu, którego przejawy na gruncie filozofii, etyki i sztuki wielokrotnie atakował. W 1887 zbliżył się jednak do Aleksandra Świętochowskiego. Objął stanowisko sekretarza Wielkiej encyklopedii powszechnej ilustrowanej.  Był członkiem Ligi Polskiej.
Pochowany na cmentarzu Powązkowskim w Warszawie (kwatera 37-2-1).

## Dzieła
Był autorem około 800 pozycji bibliograficznych.
W 1892 opublikował we Lwowie bezimiennie dzieło pt. Dwadzieścia pięć lat Rosji w Polsce. Wybór swoich rozpraw z dziedziny historii, filozofii, historii sztuki i literatury ogłosił w książkach Zarysy literackie (1895), Nowe szkice literackie (1911), był współautorem wydawnictw ''Złota przędza'' (t. I-IV 1884-1887, ''Sto lat myśli polskiej'' (t. I-VI 1906-1911).